# Aristida pedroensis
Aristida pedroensis är en gräsart som beskrevs av Johannes Jan Theodoor Henrard. Aristida pedroensis ingår i släktet Aristida och familjen gräs. Inga underarter finns listade i Catalogue of Life.